# Comuna de Dębowiec
Dębowiec (polaco: Gmina Dębowiec) é uma gminy (comuna) na Polónia, na voivodia de Santa Cruz e no condado de Cieszyński. A sede do condado é a cidade de Dębowiec.
De acordo com os censos de 2004, a comuna tem 5498 habitantes, com uma densidade 129,4 hab/km².

## Área
Estende-se por uma área de 42,48 km², incluindo:
- área agrícola: 71%
- área florestal: 12%

## Demografia
Dados de 30 de Junho 2004:
|                      | Total   | Total | Mulheres | Mulheres | Homens  | Homens |
| -------------------- | ------- | ----- | -------- | -------- | ------- | ------ |
|                      | pessoas | %     | pessoas  | %        | pessoas | %      |
| População            | 5498    | 100   | 2773     | 50,4     | 2725    | 49,6   |
| Densidade (pop./km²) | 129,4   | 100   | 65,3     | 65,3     | 64,1    | 64,1   |

De acordo com dados de 2002, o rendimento médio per capita ascendia a 1383,31 zł.

## Comunas vizinhas
- Cieszyn, Goleszów, Hażlach, Skoczów, Strumień.